# Mongólia az 1980. évi téli olimpiai játékokon
Mongólia az egyesült államokbeli Lake Placidben megrendezett 1980. évi téli olimpiai játékok egyik részt vevő nemzete volt. Az országot az olimpián 2 sportágban 3 sportoló képviselte, akik érmet nem szereztek.

## Gyorskorcsolya
Férfi
| Versenyző               | Versenyszám | Eredmény | Helyezés |
| ----------------------- | ----------- | -------- | -------- |
| Tömörbaataryn Nyamdavaa | 500 m       | 42,41    | 35.      |
| Tömörbaataryn Nyamdavaa | 1000 m      | 1:24,84  | 37.      |
| Tömörbaataryn Nyamdavaa | 1500 m      | 2:11,51  | 31.      |
| Tömörbaataryn Nyamdavaa | 5000 m      | 8:07,68  | 29.      |
| Dorjiin Tsenddoo        | 500 m       | 41,68    | 34.      |
| Dorjiin Tsenddoo        | 1000 m      | 1:27,00  | 38.      |
| Dorjiin Tsenddoo        | 1500 m      | 2:19,30  | 35.      |

## Sífutás
Férfi
| Versenyző          | Versenyszám | Eredmény   | Helyezés |
| ------------------ | ----------- | ---------- | -------- |
| Luvsandashiin Dorj | 15 km       | 48:05,78   | 48.      |
| Luvsandashiin Dorj | 30 km       | 1:53:52,24 | 52.      |
| Luvsandashiin Dorj | 50 km       | 2:48:22,97 | 36.      |